# Châteaulin
Châteaulin (Kastellin in the Tiếng Breton) là một xã của tỉnh Finistère, thuộc vùng Bretagne, miền tây bắc Pháp.

## Dân số
Người dân ở Châteaulin được gọi là Châteaulinois.